# Élections législatives de 1876 dans le Finistère
Les élections législatives  dans le Finistère ont lieu les dimanche 20 février 1876 et 5 mars 1876. Elles ont pour but d'élire les députés représentant le département à la Chambre des députés pour un mandat de quatre années.

## Députés sortants
Treize députés ont été élus en 1871, neuf de la liste Royaliste et Clérical le 8 février 1871 et quatre du Comité Républicain lors des élections complémentaires du 2 juillet 1871.

### Vacances
François de Kerjégu et Émile Forsanz (Royal.) les deux, ont été élus sénateurs le 30 janvier 1876. 
Deux sièges sont donc vacants.
Ferdinand de Tréveneuc est mort le 29 juin 1873. 
Gustave Swiney (Rép.mod) est élu lors de la partielle du 14 décembre 1873.
| Députés | Députés                              | Parti               | Fonctions lors de l'élection en 1876                                                         |
| ------- | ------------------------------------ | ------------------- | -------------------------------------------------------------------------------------------- |
|         | Henri Ponthier de Chamaillard (père) | Légitimiste         | Avocat.                                                                                      |
|         | Paulin-Aldéric Bienvenue             | Orléaniste          | Ancien conseiller général de Morlaix. Avoué.                                                 |
|         | Adolphe Le Flô                       | Orléaniste          | Ancien Ministre de la Guerre, Ambassadeur en Russie, Général.                                |
|         | Louis Monjaret de Kerjégu            | Légitimiste         | Maire de Saint-Goazec. Propriétaire agricole.                                                |
|         | Émile de Kermenguy                   | Légitimiste         | Conseiller général de Plouzévédé. Propriétaire agricole.                                     |
|         | Henri de Legge                       | Légitimiste         | Conseiller général de Pleyben, maire de Gouézec. Officier, Propriétaire agricole.            |
|         | Augustin Guillet-Dumarnay            | Orléaniste          | Avocat.                                                                                      |
|         | Augustin Morvan                      | Gauche républicaine | Conseiller général et maire de Lannilis. Médecin                                             |
|         | Armand Rousseau                      | Gauche républicaine | Conseiller général de Brest-2. Ingénieur de la Marine.                                       |
|         | Théophile de Pompéry                 | Gauche républicaine | Conseiller général du Faou. Agronome, Propriétaire agricole.                                 |
|         | Charles Lebreton                     | Gauche républicaine | Ancien conseiller général du Pleyben, maire de Pleyben. Médecin.                             |
|         | Gustave Swiney                       | Union républicaine  | Conseiller général du Morlaix, maire de Plouégat-Guérand. Agronome et Propriétaire agricole. |
|         | Vacant                               |                     |                                                                                              |
|         | Vacant                               |                     |                                                                                              |

## Mode de scrutin
Le découpage électoral et le changement du mode de scrutin font passer de 13 à 10 le nombre de représentants du Finistère.
L'élection se fait au scrutin d'arrondissement, soit un mode uninominal majoritaire à deux tours. 

La circonscription pour l'élection est l'arrondissement. 
Le scrutin est individuel, chaque arrondissement élisant un député. 
Les arrondissements qui ont plus de cent mille habitants sont divisés. Dans ce cas on élit un député par circonscription électorale.
L'article 18 précise qu'il faut réunir pour être élu au premier tour :
1. La majorité absolue des suffrages exprimés ;
2. Un nombre de suffrages égal au quart des électeurs inscrits.

Au deuxième tour la majorité relative suffit. En cas d'égalité c'est le plus âgé qui est élu.

## Résultats à l'échelle du département
| Partis         | Partis                            | Premier tour | Premier tour | Deuxième tour | Deuxième tour | Sièges |
| Partis         | Partis                            | Voix         | %            | Voix          | %             | Sièges |
| -------------- | --------------------------------- | ------------ | ------------ | ------------- | ------------- | ------ |
|                | Légitimistes                      | 39 104       | 36,70        |               |               | 3      |
|                | Républicains, Gauche républicaine | 32 968       | 30,95        | 5 285         | 51,82         | 3      |
|                | Centre gauche                     | 22 880       | 21,48        | 4 904         | 48,18         | 4      |
|                | Orléanistes, Constitutionnels     | 8 391        | 7,88         |               |               | 0      |
|                | Bonapartistes                     | 3 194        | 3,00         | 0             |               |        |
|                |                                   |              |              |               |               |        |
| Inscrits       | Inscrits                          | 157 027      | 100,00       | 21 033        | 100,00        | 10     |
| Votants        | Votants                           | 106 702      | 67,95        | 10 189        | 48,44         |        |
| Abstentions    | Abstentions                       | 50 325       | 32,05        | 10 844        | 51,56         |        |
| Blancs et nuls | Blancs et nuls                    | 165          | 0,15         | 0             | 0             |        |
| Exprimés       | Exprimés                          | 106 537      | 99,85        | 10 189        | 100,00        |        |

## Résultats par arrondissement

### Arrondissement de Brest

#### 1recirconscription
Brest-1 regroupe les cantons de Brest-1, Brest-2 et Brest-3.
| Candidats      | Candidats         | Étiquette                | Premier tour | Premier tour | Deuxième tour | Deuxième tour |
| Candidats      | Candidats         | Étiquette                | Voix         | %            | Voix          | %             |
| -------------- | ----------------- | ------------------------ | ------------ | ------------ | ------------- | ------------- |
|                | Joseph de Gasté   | Centre gauche-Orléaniste | 4 688        | 46,07        | 4 904         | 48,19         |
|                | Frédéric Tissier  | Gauche républicaine      | 3 020        | 29,68        | 3 464         | 34,04         |
|                | Ernest Camescasse | Gauche républicaine      | 2 909        | 28,59        |               |               |
|                | Joseph Gérodias   | Gauche républicaine      |              |              | 1 821         | 17,90         |
|                |                   |                          |              |              |               |               |
| Inscrits       | Inscrits          | Inscrits                 | 21 033       | 100,00       | 21 033        | 100,00        |
| Votants        | Votants           | Votants                  | 10 179       | 48,40        | 10 189        | 48,44         |
| Abstention     | Abstention        | Abstention               | 10 854       | 51,60        | 10 844        | 51,56         |
| Blancs et nuls | Blancs et nuls    | Blancs et nuls           | 3            | 0,03         | 9             | 0,09          |
| Exprimés       | Exprimés          | Exprimés                 | 10 176       | 99,97        | 10 180        | 99,91         |

#### 2ecirconscription
Brest-2 regroupe les cantons de Daoulas, Ploudiry, Landerneau, Plabennec.
| Candidats      | Candidats               | Étiquette           | Premier tour | Premier tour |
| Candidats      | Candidats               | Étiquette           | Voix         | %            |
| -------------- | ----------------------- | ------------------- | ------------ | ------------ |
|                | François-Marie Villiers | Légitimiste         | 6 676        | 65,41        |
|                | Joseph Gérodias         | Gauche républicaine | 3 507        | 34,36        |
|                |                         |                     |              |              |
| Inscrits       | Inscrits                | Inscrits            | 15 349       | 100,00       |
| Votants        | Votants                 | Votants             | 10 220       | 66,58        |
| Abstention     | Abstention              | Abstention          | 5 129        | 33,42        |
| Blancs et nuls | Blancs et nuls          | Blancs et nuls      | 13           | 0,13         |
| Exprimés       | Exprimés                | Exprimés            | 10 207       | 99,87        |

#### 3ecirconscription
Brest-3 regroupe les cantons de Saint-Renan, Ouessant, Ploudalmézeau, Lannilis et Lesneven.
| Candidats      | Candidats                     | Étiquette      | Premier tour | Premier tour |
| Candidats      | Candidats                     | Étiquette      | Voix         | %            |
| -------------- | ----------------------------- | -------------- | ------------ | ------------ |
|                | Louis Monjaret de Kerjégu (*) | Légitimiste    | 10 663       | 94,31        |
|                |                               |                |              |              |
| Inscrits       | Inscrits                      | Inscrits       | 16 924       | 100,00       |
| Votants        | Votants                       | Votants        | 11 306       | 66,81        |
| Abstention     | Abstention                    | Abstention     | 5 618        | 33,20        |
| Blancs et nuls | Blancs et nuls                | Blancs et nuls | 300          | 2,65         |
| Exprimés       | Exprimés                      | Exprimés       | 11 006       | 97,35        |

*sortant

### Arrondissement de Châteaulin

#### 1recirconscription
Chateaulin-1 regroupe les cantons de Crozon, Châteaulin, Faou et Pleyben.
| Candidats      | Candidats                | Étiquette           | Premier tour | Premier tour |
| Candidats      | Candidats                | Étiquette           | Voix         | %            |
| -------------- | ------------------------ | ------------------- | ------------ | ------------ |
|                | Théophile de Pompéry (*) | Gauche républicaine | 5 697        | 53,60        |
|                | Armand Chauvel           | Constitutionnels    | 4 933        | 46,40        |
|                |                          |                     |              |              |
| Inscrits       | Inscrits                 | Inscrits            | 15 349       | 100,00       |
| Votants        | Votants                  | Votants             | 10 220       | 66,58        |
| Abstention     | Abstention               | Abstention          | 5 129        | 33,42        |
| Blancs et nuls | Blancs et nuls           | Blancs et nuls      | 13           | 0,13         |
| Exprimés       | Exprimés                 | Exprimés            | 10 207       | 99,87        |

*sortant

#### 2ecirconscription
Chateaulin-2 regroupe les cantons de Carhaix, Châteauneuf-du-Faou et Huelgoat.
| Candidats      | Candidats          | Étiquette      | Premier tour | Premier tour |
| Candidats      | Candidats          | Étiquette      | Voix         | %            |
| -------------- | ------------------ | -------------- | ------------ | ------------ |
|                | Joseph Nédellec    | Centre gauche  | 5 131        | 61,60        |
|                | Henri de Legge (*) | Légitimiste    | 3 107        | 37,30        |
|                |                    |                |              |              |
| Inscrits       | Inscrits           | Inscrits       | 10 851       | 100,00       |
| Votants        | Votants            | Votants        | 8 346        | 76,92        |
| Abstention     | Abstention         | Abstention     | 2 505        | 23,09        |
| Blancs et nuls | Blancs et nuls     | Blancs et nuls | 16           | 0,19         |
| Exprimés       | Exprimés           | Exprimés       | 8 330        | 99,81        |

*sortant

### 1recirconscription
Morlaix-1 regroupe les cantons de Morlaix, Lanmeur, Plouigneau, Saint-Thégonnec et Taulé.
| Candidats      | Candidats            | Étiquette           | Premier tour | Premier tour |
| Candidats      | Candidats            | Étiquette           | Voix         | %            |
| -------------- | -------------------- | ------------------- | ------------ | ------------ |
|                | Gustave Swiney (*)   | Gauche républicaine | 7 611        | 53,26        |
|                | Ludovic de Kersauson | Légitimiste         | 6 612        | 46,27        |
|                |                      |                     |              |              |
| Inscrits       | Inscrits             | Inscrits            | 19 492       | 100,00       |
| Votants        | Votants              | Votants             | 14 338       | 73,56        |
| Abstention     | Abstention           | Abstention          | 5 154        | 26,44        |
| Blancs et nuls | Blancs et nuls       | Blancs et nuls      | 47           | 0,33         |
| Exprimés       | Exprimés             | Exprimés            | 14 291       | 99,67        |

*sortant

#### 2ecirconscription
Morlaix-2 regroupe les cantons de Sizun, Landivisiau, Plouescat, Plouzévédé et Saint-Pol-de-Léon.
| Candidats      | Candidats              | Étiquette           | Premier tour | Premier tour |
| Candidats      | Candidats              | Étiquette           | Voix         | %            |
| -------------- | ---------------------- | ------------------- | ------------ | ------------ |
|                | Émile de Kermenguy (*) | Légitimiste         | 7 480        | 59,90        |
|                | Pierre Drouillard      | Gauche républicaine | 5 005        | 40,08        |
|                |                        |                     |              |              |
| Inscrits       | Inscrits               | Inscrits            | 16 855       | 100,00       |
| Votants        | Votants                | Votants             | 12 501       | 74,17        |
| Abstention     | Abstention             | Abstention          | 4 354        | 25,83        |
| Blancs et nuls | Blancs et nuls         | Blancs et nuls      | 14           | 0,11         |
| Exprimés       | Exprimés               | Exprimés            | 12 487       | 99,89        |

*sortant

### Arrondissement de Quimper

#### 1recirconscription
Quimper-1 regroupe les cantons de Quimper, Fouesnant, Briec et Concarneau.
| Candidats      | Candidats                     | Étiquette           | Premier tour | Premier tour |
| Candidats      | Candidats                     | Étiquette           | Voix         | %            |
| -------------- | ----------------------------- | ------------------- | ------------ | ------------ |
|                | Louis Hémon                   | Gauche républicaine | 5 219        | 60,16        |
|                | Augustin Guillet-Dumarnay (*) | Orléaniste          | 3 458        | 39,86        |
|                |                               |                     |              |              |
| Inscrits       | Inscrits                      | Inscrits            | 11 906       | 100,00       |
| Votants        | Votants                       | Votants             | 8 685        | 72,95        |
| Abstention     | Abstention                    | Abstention          | 3 221        | 27,05        |
| Blancs et nuls | Blancs et nuls                | Blancs et nuls      | 10           | 0,12         |
| Exprimés       | Exprimés                      | Exprimés            | 8 675        | 99,89        |

*sortant

#### 2ecirconscription
Quimper-2 regroupe les cantons de Douarnenez, Pont-Croix, Plogastel-Saint-Germain et Pont-l'Abbé.
| Candidats      | Candidats         | Étiquette      | Premier tour | Premier tour |
| Candidats      | Candidats         | Étiquette      | Voix         | %            |
| -------------- | ----------------- | -------------- | ------------ | ------------ |
|                | Georges Arnoult   | Centre gauche  | 7 832        | 63,13        |
|                | Jean-René Bolloré | Légitimiste    | 4 566        | 36,81        |
|                |                   |                |              |              |
| Inscrits       | Inscrits          | Inscrits       | 17 885       | 100,00       |
| Votants        | Votants           | Votants        | 12 417       | 69,43        |
| Abstention     | Abstention        | Abstention     | 5 468        | 30,57        |
| Blancs et nuls | Blancs et nuls    | Blancs et nuls | 11           | 0,09         |
| Exprimés       | Exprimés          | Exprimés       | 12 406       | 99,91        |

### Arrondissement de Quimperlé
Quimperlé regroupe l'ensemble des cantons de l'arrondissement de Quimperlé.
| Candidats      | Candidats              | Étiquette      | Premier tour | Premier tour |
| Candidats      | Candidats              | Étiquette      | Voix         | %            |
| -------------- | ---------------------- | -------------- | ------------ | ------------ |
|                | Léonard Corentin-Guyho | Centre gauche  | 5 229        | 61,69        |
|                | Louis du Couëdic       | Bonapartiste   | 3 194        | 37,68        |
|                |                        |                |              |              |
| Inscrits       | Inscrits               | Inscrits       | 11 383       | 100,00       |
| Votants        | Votants                | Votants        | 8 490        | 74,59        |
| Abstention     | Abstention             | Abstention     | 2 893        | 25,42        |
| Blancs et nuls | Blancs et nuls         | Blancs et nuls | 13           | 0,15         |
| Exprimés       | Exprimés               | Exprimés       | 8 477        | 99,89        |

## Députés élus
| Députés | Députés                     | Parti                 | Fonctions lors de l'élection en 1876                                                         |
| ------- | --------------------------- | --------------------- | -------------------------------------------------------------------------------------------- |
|         | Louis Hémon                 | Gauche républicaine   | Avocat.                                                                                      |
|         | Gustave Swiney *            | Gauche républicaine   | Conseiller général du Morlaix, maire de Plouégat-Guérand. Agronome et Propriétaire agricole. |
|         | Théophile de Pompéry *      | Gauche républicaine   | Conseiller général du Faou. Agronome, Propriétaire agricole.                                 |
|         | Georges Arnoult             | Centre gauche         | Conseiller général du Pont-l'Abbé. Propriétaire agricole.                                    |
|         | Joseph Nédellec             | Centre gauche         | Ancien maire de Carhaix. Ancien Notaire.                                                     |
|         | Léonard Corentin-Guyho      | Centre gauche         | Avocat aux conseils.                                                                         |
|         | Joseph de Gasté             | Centre gauche-Orléan. | Ancien conseiller municipal de Brest. Ingénieur de la marine.                                |
|         | Louis Monjaret de Kerjégu * | Légitimiste           | Maire de Saint-Goazec. Propriétaire agricole.                                                |
|         | François-Marie Villiers     | Légitimiste           | Conseiller général de Daoulas. Officier, Propriétaire agricole.                              |
|         | Émile de Kermenguy *        | Légitimiste           | Conseiller général de Plouzévédé. Propriétaire agricole.                                     |